# Pepe Oriola

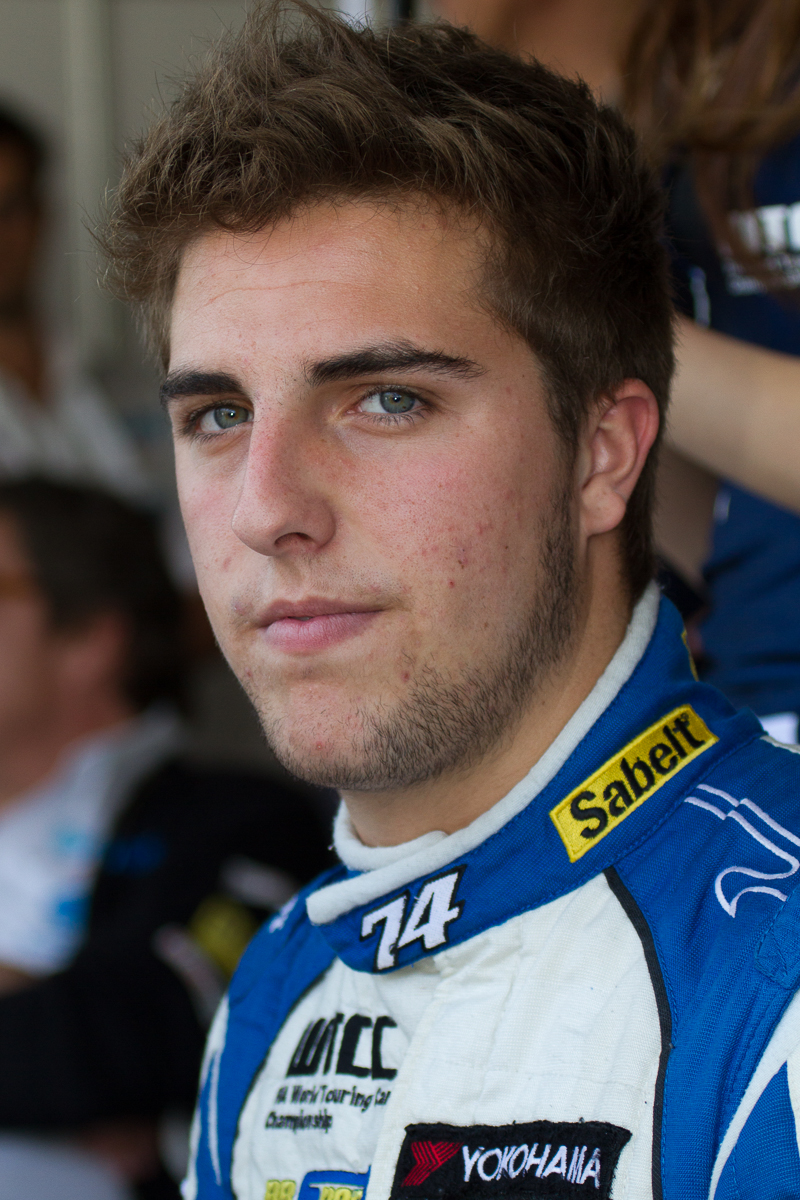
Pepe Oriola in 2012.

Josep "Pepe" Oriola Vila (Barcelona, 9 juli 1994) is een Spaans autocoureur. Zijn jongere broer Jordi Oriola is eveneens autocoureur.

## Carrière
Oriola begon zijn autosportcarrière in 2004 in het karting, waar hij tot 2009 actief bleef. Dat jaar stapte hij over naar de touring cars, waar hij op vijftienjarige leeftijd deelnam aan het laatste raceweekend van de Spaanse Seat Leon Supercopa, waar hij op het podium eindigde.
In 2010 nam Oriola deel aan het volledige seizoen van zowel de Spaanse Supercopa als de Seat Leon Eurocup voor het team Monlau Competition. Hij behaalde zijn eerste overwinning in de tweede Eurocup-race op Brands Hatch. Vervolgens behaalde hij twee overwinningen in het laatste raceweekend op het Circuit Ricardo Tormo Valencia, waardoor hij het kampioenschap als vierde eindigde. In de Supercopa eindigde hij ook als vierde.
In 2011 stapte Oriola over naar het World Touring Car Championship, waar hij in een Seat Leon deelnam voor Sunred Engineering. Hiermee werd hij de jongste coureur ooit in het kampioenschap op de leeftijd van 16 jaar, 8 maanden and 11 dagen. Hij scoorde enkele keren punten, met twee achtste plaatsen als beste resultaat, waarmee hij het kampioenschap als achttiende afsloot.
In 2012 bleef Oriola rijden in het WTCC voor Sunred, wat haar naam veranderd heeft naar Tuenti Racing Team. In de tweede race op het Autódromo Internacional do Algarve behaalde hij zijn eerste WTCC-podium ooit met een tweede plaats, waar hij op het Suzuka International Racing Course nog een tweede plaats aan toevoegde. Uiteindelijk eindigde hij als achtste in het kampioenschap en als tweede in het independentskampioenschap achter Norbert Michelisz.
In 2013 bleef Oriola rijden in het WTCC voor Tuenti. Hij kwam niet meer in aanmerking voor het independentskampioenschap, aangezien het team nu gerund wordt door Seat Sport. In de tweede race op het Stratencircuit Marrakesh werd hij de jongste coureur ooit die een WTCC-race wist te winnen. Halverwege het seizoen, voor de race op het Circuito da Boavista, werd bekend dat Oriola vanaf dat raceweekend in een Chevrolet Cruze ging rijden. Met twee raceweekenden te gaan staat hij op de negende plaats in het kampioenschap.